# Paris-Tours 2006
La 100e édition de la course cycliste Paris-Tours qui s'est déroulée le dimanche 8 octobre 2006, a été remportée par le Français Frédéric Guesdon.

## Récit
Cette édition de Paris-Tours a été remportée par le Français Frédéric Guesdon de la formation La Française des jeux devant son compagnon d'échappée, le Norvégien Kurt Asle Arvesen.
Ces deux coureurs sont les derniers rescapés d'une échappée matinale de 28 coureurs. Très tôt dans la course, les deux principaux favoris, Tom Boonen et Erik Zabel, sont piégés par une cassure dans le peloton. Ils ne reverront jamais la tête de la course.
A 45 kilomètres de l'arrivée, Guesdon attaque en compagnie de Cristian Moreni, bientôt rejoint par Kevin Van Impe, Enrico Gasparotto et Kurt Asle Arvesen. À 10 kilomètres du but, le peloton revient à 10 secondes des échappées. Guesdon et Arvesen profitent d'une hésitation du peloton pour attaquer de nouveau dans la côte de l'Épan à 8 kilomètres du but. Favorisés par les routes sinueuses à l'approche de Tours, les deux hommes arrivent sur l'avenue de Grammont (2,4 kilomètres de ligne droite) avec suffisamment d'avance pour se disputer la victoire.
Guesdon lance le sprint aux 200 m et ne laisse aucune chance à Arvesen. Stuart O'Grady règle le sprint du peloton qui échoue à 8 secondes du vainqueur.

## Classement final
| \| 1. \| Frédéric Guesdon \| France \| La Française des jeux \| en \| 5 h 31 min 11 s \| \| 2. \| Kurt Asle Arvesen \| Norvège \| Team CSC \| + \| m.t. \| \| 3. \| Stuart O'Grady \| Australie \| Team CSC \| \| 8 s \| \| 4. \| Thor Hushovd \| Norvège \| Crédit agricole \| \| m.t. \| \| 5. \| Alexandre Usov \| Biélorussie \| AG2R Prévoyance \| \| m.t. \| \| 6. \| Baden Cooke \| Australie \| Unibet.com \| \| m.t. \| \| 7. \| Frank Høj \| Danemark \| Gerolsteiner \| \| m.t. \| \| 8. \| Danilo Napolitano \| Italie \| Lampre-Fondital \| \| m.t. \| \| 9. \| Tom Steels \| Belgique \| Davitamon-Lotto \| \| m.t. \| \| 10. \| Filippo Pozzato \| Italie \| Quick Step-Innergetic \| \| m.t. \| \| 11. \| Vladimir Gusev \| Russie \| Discovery Channel \| \| m.t. \| \| 12. \| Anthony Geslin \| France \| Bouygues Telecom \| \| m.t. \| \| 13. \| Philippe Gilbert \| Belgique \| La Française des jeux \| \| m.t. \| \| 14. \| Mathew Hayman \| Australie \| Rabobank \| \| m.t. \| \| 15. \| Frédéric Amorison \| Belgique \| Landbouwkrediet - Colnago \| \| m.t. \| |                   |             |                           |    |                 |
| 1. | Frédéric Guesdon  | France      | La Française des jeux     | en | 5 h 31 min 11 s |
| 2. | Kurt Asle Arvesen | Norvège     | Team CSC                  | +  | m.t.            |
| 3. | Stuart O'Grady    | Australie   | Team CSC                  |    | 8 s             |
| 4. | Thor Hushovd      | Norvège     | Crédit agricole           |    | m.t.            |
| 5. | Alexandre Usov    | Biélorussie | AG2R Prévoyance           |    | m.t.            |
| 6. | Baden Cooke       | Australie   | Unibet.com                |    | m.t.            |
| 7. | Frank Høj         | Danemark    | Gerolsteiner              |    | m.t.            |
| 8. | Danilo Napolitano | Italie      | Lampre-Fondital           |    | m.t.            |
| 9. | Tom Steels        | Belgique    | Davitamon-Lotto           |    | m.t.            |
| 10. | Filippo Pozzato   | Italie      | Quick Step-Innergetic     |    | m.t.            |
| 11. | Vladimir Gusev    | Russie      | Discovery Channel         |    | m.t.            |
| 12. | Anthony Geslin    | France      | Bouygues Telecom          |    | m.t.            |
| 13. | Philippe Gilbert  | Belgique    | La Française des jeux     |    | m.t.            |
| 14. | Mathew Hayman     | Australie   | Rabobank                  |    | m.t.            |
| 15. | Frédéric Amorison | Belgique    | Landbouwkrediet - Colnago |    | m.t.            |